# 梭果玉蕊
梭果玉蕊（学名：Barringtonia fusicarpa）是玉蕊科玉蕊属的植物，是中国的特有植物。分布于中国大陆的云南等地，生长于海拔120米至760米的地区，一般生长在密林中的潮湿的地方，目前尚未由人工引种栽培。